# Ernest Martin Skinner
Pour les articles homonymes, voir Skinner.
Ernest Martin Skinner, né en Pennsylvanie en 1866, décédé en 1960. Il crée son entreprise de facteur d'orgues à Boston en 1901. Sa compagnie atteint une grande notoriété à partir de 1915. Entre 1920 et 1930, il produit environ 60 orgues par an, 85 % pour les églises (comme la église Sainte-Anne et Sainte-Trinité de Brooklyn), les autres pour les cinémas et les théâtres, et seulement 77 avec jeu automatique pour des résidences particulières — l'un de ces instruments est toujours fonctionnel au château de Candé (commune française de Monts, Indre-et-Loire).